# Corallo Reginelli
Corallo Reginelli (1905 o 1906 – dopo il 1996?) è stato un esoterista italiano, di formazione cattolica e antroposofica, tra i più giovani membri del Gruppo di Ur.

## L'attività
Formatosi in studi scientifici, Corallo Reginelli fu allievo in giovane età dell'antroposofo Giovanni Colazza, e successivamente dell'ermetista Paolo Virio, sebbene egli fosse piuttosto restio a farsi coinvolgere in gruppi e sistemi dottrinali guidati da un maestro.
Nel 1928, come riferisce lui stesso, a causa di un incidente in un laboratorio chimico subì un danno all'udito e fu costretto a ritirarsi a Merano, nell'Alto Adige, per risanare i polmoni. Qui, dove vivrà per circa vent'anni, Reginelli ebbe modo di approfondire la pratica degli esercizi antroposofici di Rudolf Steiner appresi da Colazza, lavorando in particolare con gli elementi aria e fuoco.
Nel frattempo divenne uno dei più giovani esponenti del sodalizio esoterico fondato da Julius Evola, il Gruppo di UR, al quale Reginelli si sarebbe aggregato nell'ultimo anno di attività di questo (1929), scrivendo un solo articolo sulla rivista KRUR con lo pseudonimo «Taurulus», che in latino significa «torello», forse in riferimento alla sua giovane età.
Secondo fonti a lui vicine, egli si celerebbe dietro anche allo pseudonimo «Arom», attribuzione tuttavia messa in dubbio da altre ricerche, in base alle quali Arom sarebbe stato piuttosto uno dei nomi dell'antroposofo Arturo Onofri, morto alla fine del 1928, e di cui Reginelli avrebbe in un certo senso raccolto l'eredità.

L'articolo di Taurulus su KRUR, intitolato Esperienze, riferisce delle sue iniziali esplorazioni dei «mondi invisibili» quando, privo di una guida, esse produssero degli effetti deleteri sugli organi mediani del corpo. Dal contatto con le catene del Gruppo apprese allora a concentrare l'opera sulla sede superiore della testa, e come lo sviluppo del «senso dell'aria», praticato attraverso l'esercizio della «conoscenza del respiro» già esposto in precedenza da Abraxa, riesca a generare progressivamente uno stato di silenzio interiore, che anziché indurre sonnolenza favorisca la lucidità del pensiero cosciente e del suo fuoco creatore.
(Taurulus, da Esperienze, articolo su KRUR, 1929 )
In seguito Reginelli si avvicinò all'ermetismo dell'amico romano Paolo M. Virio, cognato di Massimo Scaligero, e tradizionalista cattolico versato nella cabala, il quale lo cita spesso nelle proprie lettere pubblicate postume dalla moglie.
Tra la sua attività pubblica, Reginelli scrisse un articolo apparso sul Diorama Filosofico (inserto della rivista Il Regime Fascista), e più tardi altri testi sotto gli pseudonimi «C.R. Alone» e «Zero» nelle riviste Vie della Tradizione e Cittadella, a riprova del suo continuo coinvolgimento nell'ambito dell'esoterismo. Un'intervista resa nota nel 2017 testimonia di un suo dissenso con Evola. Una raccolta di sei conferenze furono stampate nel volume Il Lanciafiamme, dove «il lanciafiamme è ciò che dissolvendo tutto il profano lascia finalmente scorrere l'energia del sacro».
Reginelli fu impegnato in un intenso scambio di lettere anche con Salvatore Ruta, una delle guide spirituali del Movimento Tradizionale Romano.
Negli anni novanta fu amico influente del maestro zen Leonardo Anfolsi Reiyo Ekai.

## Opere
- Corallo Reginelli (alias C.R. Alone), Il Lanciafiamme, prefazione di Leonardo Anfolsi Reiyo Ekai, Fontana Editore, 2015 ISBN 978-8898750214 (raccolta di 6 conferenze dell'autore)